# Майоров, Александр Андреевич
Александр Андреевич Майоров (18 марта 1915, Вишняково, Раменский район или Рождественская волость, Московская губерния — 30 сентября 1994) — советский учёный в области технологии получения урана.  Доктор технических наук. Заслуженный изобретатель РСФСР, лауреат премии Совета Министров СССР. Участник Великой Отечественной войны.
Научные интересы: химия и технология гидрометаллургических процессов.

## Биография
Родился  18 марта 1915 г. в селе Вишняково Рождественской волости Бронницкого уезда Московской губернии (с 1925 года — в Раменском муниципальном округе Московской области).
Окончил Московский институт цветных металлов и золота (1941), инженер-металлург. Работал в Восточно-Казахстанской области.
В 1942—1946 служил в РККА, участник Великой Отечественной войны.
В 1946—1954 младший, затем старший научный сотрудник ВНИИНМ.
С 1954 во ВНИИХТ (Всесоюзный (Всероссийский) научно-исследовательский институт химической технологии), с июня 1955 по март 1988 г. начальник лаборатории чистых соединений (аффинажной лаборатории), с 1988 г. старший научный сотрудник — консультант.

## Сочинения
- Технология получения порошков керамической двуокиси урана / А. А. Майоров И. Б. Браверман. — М. : Энергоатомиздат, 1985. — 127 с. : ил.; 21 см.
- Применение метода многократных кратковременных контактов в производстве пентоксида ванадия / А. А. Майоров, Л. В. Уткина, А. Ю. Савочкин и др. — М. : ЦНИИатоминформ, 1998. — 68 с. : ил., табл.; 20 см; ISBN 5-85165-025-7
- Технология переработки концентратов урана / Н. П. Галкин, А. А. Майоров, У. Д. Верятин. Москва : Атомиздат, 1960. 162 с.
- Н. П. Галкин, Б. Н. Судариков, У. Д. Верятин, Ю. Д. Шишков, А. А. Майоров. Технология урана. М.: «Атомиздат», 1964, 309 с.

## Награды
Лауреат премии Совета Министров СССР (1984, вместе с Сутягиным Виктором Михайловичем) — за научный труд «Переработка отходов и оборотов сублиматных и разделительных производств».
Заслуженный изобретатель РСФСР. 
Награждён орденами Красной Звезды, Трудового Красного Знамени, Отечественной войны II степени.

## Семья
Жена, три дочери.